# Maddalena ai piedi di Cristo
Maddalena ai piedi di Cristo (deutsch: „Magdalena zu den Füßen Christi“) ist ein Oratorium in zwei Teilen von Antonio Caldara (Musik) mit einem Libretto von Bernardo Sandrinelli nach einer Vorlage von Lodovico Forni. Es entstand vermutlich um 1698 in Venedig und ist in einer Partiturabschrift von 1713 erhalten.

## Handlung
Das Oratorium handelt von der ehemaligen „Sünderin“ Maria Magdalena, die hier „Maddalena“ genannt wird. Die allegorischen Figuren der Irdischen und der Himmlischen Liebe versuchen, sie auf ihre Seite zu ziehen. Maddalena hat zu diesem Zeitpunkt den irdischen Versuchungen schon weitgehend abgeschworen, ist sich aber noch unsicher, ob sie wirklich Vergebung finden kann. Unterstützung findet sie bei ihrer Schwester Marta und bei Jesus Christus („Cristo“) selbst. Ein Pharisäer („Fariseo“) zweifelt an den der Richtigkeit ihrer Entscheidung. Er glaubt, dass Sünden nur durch Opfergaben im Tempel getilgt werden können. Am Ende trifft Maddalena endgültig ihre Wahl, und die Irdische Liebe zieht sich in die Unterwelt zurück.

### Erster Teil
Die Irdische Liebe zeigt der schlafenden Maddalena in Traumbildern die Freuden der Liebeslust. Die Himmlische Liebe will das verhindern. Beide streiten eine Weile und beschließen dann, einen Wettkampf um Maddalenas Seele abzuhalten – mit ihrem Herzen als Kampfplatz. Maddalena erwacht und erkennt, dass sie sich zwischen dem weltlichen Leben und dem Himmelreich entscheiden muss. Die Himmlische Liebe rät ihr, den Blick zum Himmel zu wenden und auf jede andere Form der Liebe zu verzichten. Auf diese Weise werde sie ihre Ängste besiegen. Die Irdische Liebe dagegen empfiehlt ihr, die Freuden des Lebens zu nutzen, solange sie könne. Nach einigem Überlegen schwört Maddalena, ihrem Glauben zu folgen und auf jegliches Vergnügen zu verzichten. Ihre Schwester Marta unterstützt sie in dieser Entscheidung. Maddalena befürchtet jedoch, dass ihre früheren Verfehlungen zu groß seien, um allein durch Reue Vergebung zu erhalten. Marta beruhigt sie damit, dass es für den Himmel kein größeres Opfer gebe als wahrhafte Tränen. Daraufhin sagt sich Maddalena von allem weltlichen Prunk und ihrer eigenen Schönheit los. Die Irdische Liebe versucht noch einmal, sie umzustimmen. Die Himmlische Liebe greift ein, und es kommt zum Streit zwischen den beiden. Maddalena bleibt bei ihrem Beschluss, und Marta lobt sie dafür. Ein Pharisäer weist allerdings darauf hin, dass nur Opfergaben im Tempel die göttliche Vergebung sicherstellen können. Marta widerspricht ihm mit den Worten, dass Christus der wahre Tempel und eine gepeinigte Seele das würdigste Opfer sei. Maddalena beschließt, sich Christus zu Füßen zu werfen, um durch ihn Vergebung zu erlangen. Die Irdische Liebe bereitet sich auf einen letzten Kampf vor.

### Zweiter Teil
Der Pharisäer verwehrt Maddalena den Zutritt zu Christus, da ihr ihre Verfehlungen noch anzusehen seien. Maddalena weist ihn jedoch auf ihre Reue hin, und Christus selbst bestärkt sie. Sie fleht ihn um Vergebung an. Der Pharisäer wundert sich, dass Christus sich ihr nicht entzieht. Die Himmlische Liebe betrachtet erfreut Maddalenas Buße, während die Irdische Liebe allmählich die Hoffnung verliert. Christus wirft dem Pharisäer Heuchelei vor und erklärt, dass Maddalenas Tränen den Himmel zum Lachen bringen, so dass sie die Fesseln des Todes überwinden könne. Die Himmlische Liebe ist ihres Sieges bereits sicher, doch noch immer hofft die Irdische Liebe auf eine Sinnesänderung Maddalenas. Sie ruft die Mächte der Unterwelt auf, ihr zu Hilfe eilen. Marta ermahnt ihre Schwester zur Standhaftigkeit. Maddalena verspürt bereits einen neuen aufrechten Geist in sich. Sie bittet Gott und den Erlöser ein weiteres Mal um Vergebung. Selbst der Pharisäer ist beeindruckt von ihrem Sinneswandel, doch glaubt er nicht, dass sie nach einem so langen sündhaften Leben dauerhaft bußfertig sein könne. Maddalena legt nun all ihr Vertrauen auf Christus. Der lobt sie für ihren Entschluss, erklärt aber auch, dass die Freiheit vom Bösen nicht das Ziel sei, sondern nur der Weg zum „hohen Ziel“. Die Himmlische Liebe erklärt sich zur Siegerin des Wettkampfs. Die Irdische Liebe sieht ihre Niederlage ein, will aber weiterhin Maddalenas Frieden stören. Der Pharisäer erkennt, dass die Geheimnisse Gottes unergründlich sind, wenn sogar eine Sünderin wie Maddalena seinem Ruf folgen könne. Christus und Marta freuen sich über die Reue Maddalenas. Die Himmlische Liebe fordert die Geister des Himmels auf, ihren Triumph zu feiern und Maddalena als eine der ihren anzuerkennen. Die Irdische Liebe flüchtet resigniert in die Unterwelt. Christus verspricht Maddalena, dass sie nun gerettet sei und in Frieden gehen könne. Sie weiß nun, wie trügerisch die Verlockungen der Schönheit und Wollust sind.

## Gestaltung

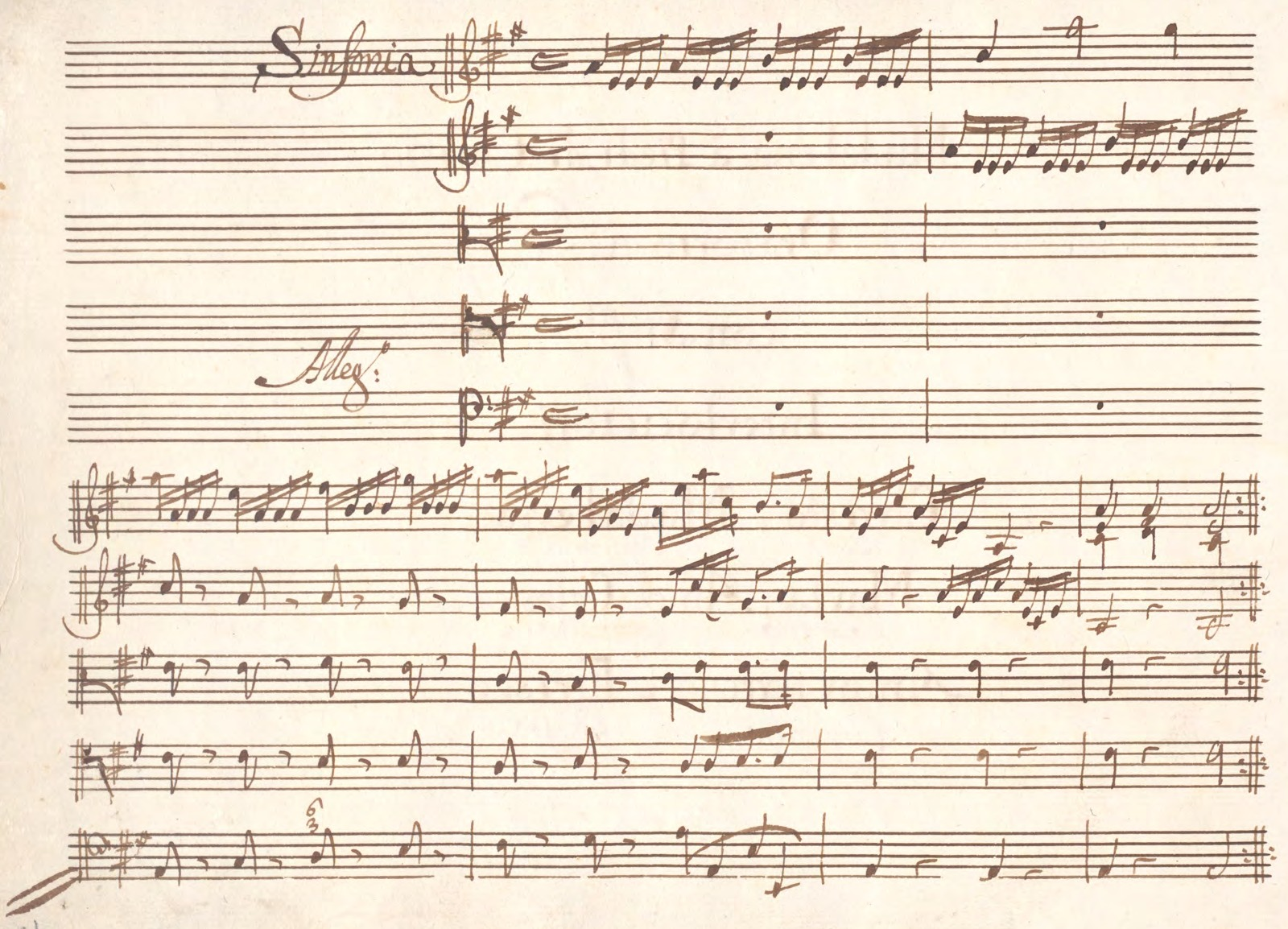
Erste Seite der Partitur,
Wien 1713

In Maddalena ai piedi di Cristo und Caldaras anderen frühen Oratorien fehlt die kontrapunktische Komplexität, die seinen späteren Stil seit seiner Anstellung am Wiener Hof Kaiser Karls VI. im Jahr 1716 auszeichnet. Die Orchesterbegleitung besteht lediglich aus Streichern und Basso continuo. Die Arien sind vorwiegend in Da-capo-Form gehalten.

### Musiknummern
Erster Teil
- 1. Sinfonia
- 2. Arie (Amor Terreno): „Dormi, o cara, e formi il sonno“
- 3. Rezitativ (Amor Terreno): „Così godea la mente“
- 4. Arie (Amor Terreno): „Deh, librate, Amoretti“
- 5. Rezitativ (Amor Celeste, Amor Terreno): „Del sonno lusinghiero“
- 6. Arie (Amor Celeste): „La ragione, s’un alma consiglia“
- 7. Rezitativ (Amor Celeste, Amor Terreno): „Così sciolta da’ lacci de’ suoi error“
- 8. Arie (Amor Celeste, Amor Terreno): „Alle vittorie del celeste/terreno Amor“
- 9. Rezitativ (Maddalena): „Oimé, troppo importuno“
- 10. Arie (Maddalena): „In un bivio è il mio volere“
- 11. Rezitativ (Amor Celeste): „Maddalena, nel cielo fissa lo sguardo“
- 12. Arie (Amor Celeste): „Spera, consolati“
- 13. Rezitativ (Amor Terreno): „Troppo dura è la legge“
- 14. Arie (Amor Terreno): „Fin che danzan le grazie sul viso“
- 15. Rezitativ (Maddalena): „Cieli, che mai risolvo?“[A 3]
- 16. Arie (Maddalena): „Se nel ciel splendon le stelle“[A 3]
- 17. Rezitativ (Marta, Maddalena): „Germana, al ciel, deh, volgi“
- 18. Arie (Marta): „Non sdegna il Ciel le lacrime“
- 19. Rezitativ (Maddalena): „Omai spezza quel nodo“
- 20. Arie (Maddalena): „Pompe inutili che il fasto animate“
- 21. Rezitativ (Maddalena, Amor Terreno, Amor Celeste): „E voi, dorati crini“
- 22. Aria a 2 (Amor Terreno, Amor Celeste): „Il sentier ch’ora tu prendi“
- 23. Rezitativ (Maddalena): „Maddalena coraggio!“
- 24. Arie (Maddalena): „Diletti non più vanto“
- 25. Rezitativ (Marta, Fariseo): „Dell’anima tua grande“
- 26. Arie (Fariseo): „Dove il Re sapiente“[A 3]
- 27. Rezitativ (Marta): „È Cristo il vero tempio, e vero nume“[A 3]
- 28. Arie (Marta): „Vattene, corri, vola“
- 29. Rezitativ (Maddalena): „Marta, ho risolto“
- 30. Arie (Maddalena): „Voglio piangere“
- 31. Rezitativ (Amor Celeste, Amor Terreno): „A tuo dispetto, Amor Terreno“
- 32. Duetto a 2 (Amor Celeste, Amor Terreno): „La mia virtude“

Zweiter Teil
- 33. Sinfonia
- 34. Rezitativ (Fariseo): „Donna grande e fastosa“
- 35. Arie (Fariseo): „Parti, che di virtù il gradito splendor“
- 36. Rezitativ (Maddalena, Cristo, Fariseo): „Cingan pure quest’alma“
- 37. Arie (Maddalena): „Chi con sua cetra“
- 38. Rezitativ (Amor Terreno, Amor Celeste, Fariseo, Maddalena): „Maddalena, deh ferma!“
- 39. Arie (Maddalena): „In lagrime stemprato il cor qui cade“
- 40. Rezitativ (Amor Celeste, Amor Terreno, Cristo): „Oh ciel, chi vide mai la penitenza“
- 41. Arie (Cristo): „Ride il ciel e gl’astri brillano“
- 42. Rezitativ (Amor Celeste, Amor Terreno): „A tuo dispetto, Amor Terreno“
- 43. Arie (Amor Celeste): „Me ne rido di tue glorie“
- 44. Rezitativ (Amor Terreno): „Se non ho forza a superar costei“
- 45. Arie (Amor Terreno): „Orribili, terribili“
- 46. Rezitativ (Marta, Maddalena): „Maddalena, costanza“
- 47. Arie (Marta): „O fortunate lacrime“
- 48. Rezitativ (Maddalena, Fariseo): „Mio Dio, mio Redentor“
- 49. Arie (Fariseo): „Chi drizzar di pianta adulta“
- 50. Rezitativ (Maddalena): „D’esser costante, o mio Giesù, non temo“
- 51. Arie (Maddalena): „Per il mar del pianto mio“
- 52. Rezitativ (Cristo): „L’atto immenco che, uscito“
- 53. Arie (Cristo): „Del senso soggiogar“
- 54. Rezitativ (Amor Celeste): „Di miei dardi possenti“
- 55. Arie (Amor Celeste): „Da quel strale che stilla veleno“
- 56. Rezitativ (Amor Terreno): „Vinto nil campo ti cedo“[A 3]
- 57. Arie (Amor Terreno): „Se da te fui vinto in guerra“[A 3]
- 58. Rezitativ (Fariseo): „Sempre dagl’astri scende“
- 59. Arie (Fariseo): „Questi sono arcani ignoti“
- 60. Rezitativ (Cristo, Marta): „Tu, che qual cerva sete oppressa“[A 3]
- 61. Arie (Marta): „O colpa felice“[A 3]
- 62. Rezitativ (Amor Celeste): „Cittadini del Ciel“
- 63. Arie (Amor Celeste): „Su, su lieti festeggiate“
- 64. Rezitativ (Amor Terreno): „Voi, che in mirarmi appresso ogn’or godete“
- 65. Arie (Amor Terreno): „Voi del Tartaro antri orrendi“
- 66. Rezitativ (Cristo, Maddalena): „Va dunque Maddalena“
- 67. Arie (Maddalena): „Chi serva la beltà“

## Werkgeschichte

### Entstehung
Die genauen Entstehungsumstände des Oratoriums sind nicht bekannt. Die Forschung geht davon aus, dass Caldara es um 1698 in Venedig komponierte. 1699 gab es eine Aufführung in Mantua. 1713 schickte Caldara die Partitur nach Wien. Diese Abschrift blieb in der Österreichischen Nationalbibliothek erhalten.
Das Libretto stammt von Bernardo Sandrinelli, der hierfür einen älteren Text von Lodovico Forni bearbeitete. Dieser war bereits 1690 von Giovanni Maria Bononcini vertont worden. Sandrinelli straffte einerseits die Handlung durch Kürzungen und ergänzte andererseits die Figur von Maddalenas Schwester Marta. Dem Caldara-Forscher Brian W. Pritchard zufolge blieb das Grundthema das Oratoriums unverändert: „Der innere Konflikt zwischen Gut und Böse, ausgerichtet in der Wahl, die die schwankende Maddalena treffen muss, bleibt der zentrale Gegenstand. Forni stützt sein Libretto allein auf das Ereignis in Lukas 7,36–50 []; Martha wie auch die Benennung der Büßerin in der Lukas-Version, stammen aus Johannes 11,1–2 [] und 12,1–4 [].“

### Rezeption im 20. und 21. Jahrhundert
Im Januar 1995 spielte der Dirigent René Jacobs das Werk mit der Schola Cantorum Basiliensis auf einer vielbeachteten CD ein, die mit dem Diapason d’or und dem Gramophone Award ausgezeichnet wurde.
Das Ensemble Collegium 1704 unter Václav Luks spielte das Werk am 20. März 2010 in der Annenkirche Dresden (Maddalena: Dagmar Šašková, Amor Celeste: Markéta Cukrová, Amor Terreno: Jana Levicová) und am 20. Februar 2018 im Rudolfinum Prag (Maddalena: Francesca Aspromonte, Amor Celeste: Raffaele Pe, Amor Terreno: Sonia Prina).
Am 5. Oktober 2010 spielte das Collegium Marianum unter Dmitry Sinkovsky das Stück in Prag mit Hana Blažíková als Maddalena, David Erler als Amor Celeste und Markéta Cukrová als Amor Terreno.
Am 15. November 2014 wurde das Oratorium bei den Tagen Alter Musik in Herne von der Accademia Bizantina unter Ottavio Dantone gespielt. Es sangen Roberta Invernizzi (Maddalena), Damien Guillon (Amor Celeste) und Delphine Galou (Amor Terreno). Das Konzert wurde live im Radio WDR 3 übertragen.
2017/2018 gab es Aufführungen mit dem französischen Ensemble Le Banquet Céleste unter Damien Guillon beim Festival de La Chaise-Dieu, in der Opéra de Rennes und im Rahmen des Musikfestivals Klangvokal in der St. Reinoldikirche Dortmund. Die Hauptrollen sangen in Dortmund Emmanuelle de Negri (Maddalena), Damien Guillon (Amor Celeste) und Benedetta Mazzucato (Amor Terreno).

## Aufnahmen
- Januar 1995 – René Jacobs (Dirigent), Schola Cantorum Basiliensis.
 Gerd Türk (Cristo), María Cristina Kiehr (Maddalena), Rosa Dominguez (Marta), Andreas Scholl (Amor Celeste), Bernarda Fink (Amor Terreno), Ulrich Messthaler (Fariseo).
 Auszeichnung mit dem Diapason d’or und dem Gramophone Award.
 Harmonia Mundi HMC90 5221/2.[12][5]
- 15. November 2014 – Ottavio Dantone (Dirigent), Accademia Bizantina.
 Anicio Zorzi Giustiniani (Cristo), Roberta Invernizzi (Maddalena), Silvia Frigato (Marta), Damien Guillon (Amor Celeste), Delphine Galou (Amor Terreno), Riccardo Novaro (Fariseo).
 Live von den Tagen Alter Musik in Herne.
 Übertragung im Radio WDR 3.[9]